# Hermann Peseckas

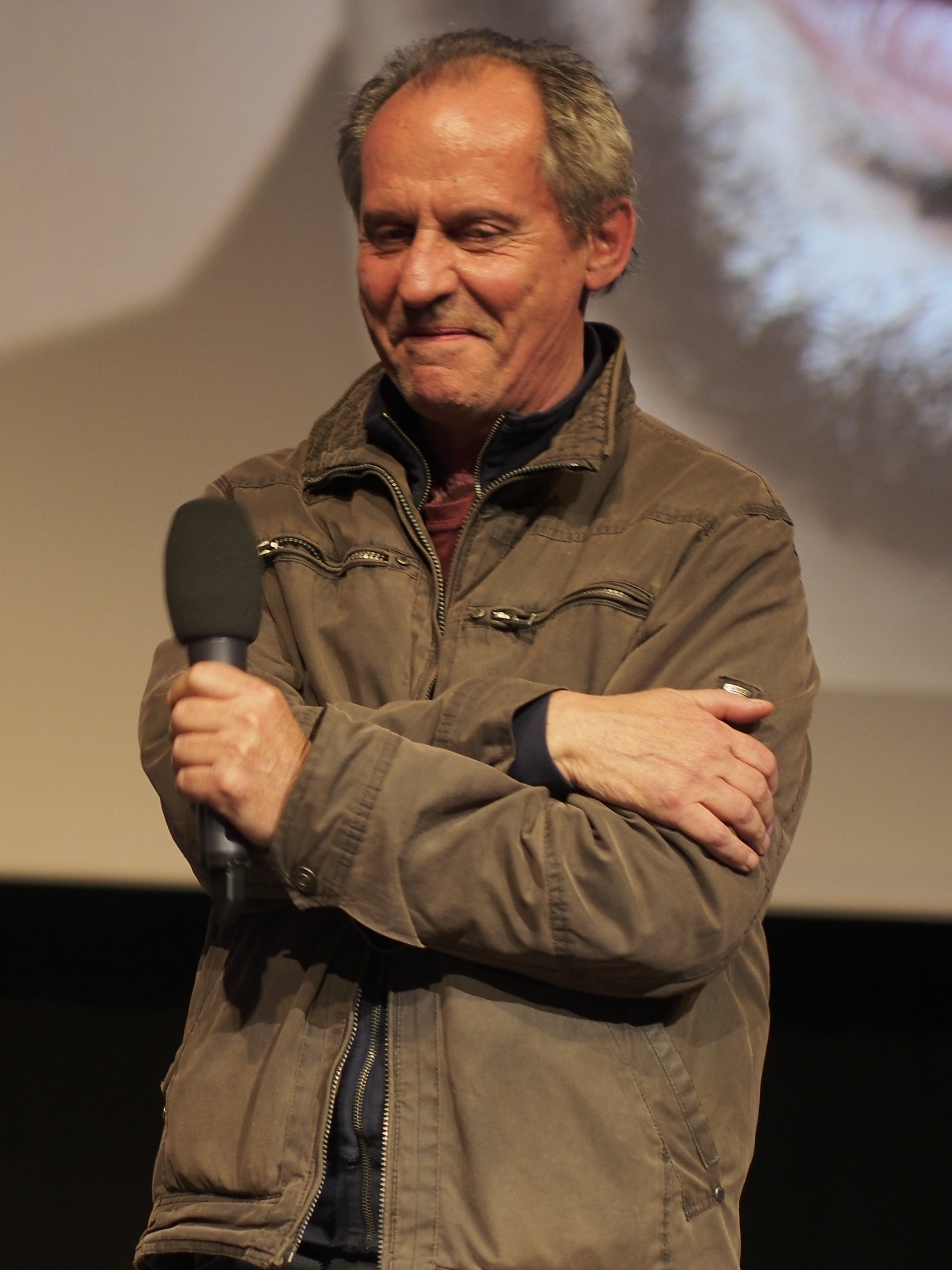
Hermann Peseckas

Hermann Peseckas (* 1950) ist ein deutscher Dokumentarfilmer. Er lebt seit 1978 in Salzburg.
Er studierte Soziologie, Kulturanthropologie und Publizistik in Salzburg. Von 1975 bis 1983 war er als Fotograf tätig. Seitdem arbeitet er als Filmemacher mit dem Schwerpunkt Dokumentarfilm. In den 1980er Jahren veröffentlichte er u. a. im Stadtmagazin Falter. 1987 baute er die Abteilung für Dokumentarfilm des Instituts für Alltagskultur auf. 1993 wurde er Gründungsmitglied und Vorstandsvorsitzender des Vereins freier Film- und Videoschaffender in Salzburg.
2016 wurde der Film Unten mit dem Social Awareness Award beim Filmfestival Crossing Europe in Linz und 2017 mit dem Franz-Grabner-Preis bei der Diagonale ausgezeichnet.

## Filme
- 1983: Kai nai naredim, was soll ich tun? Zur Lage der Kärntner Slowenen
- 1985: Beans on Toast. An Unofficial Story of Liverpool
- 1985: Die Zeit heilt keine Wunden. Roma und Sinti in Österreich
- 1997: Moskauer Metamorphosen (mit Franz Kumpl und Andrei Fedorin)
- 1997: Woher kommt der Klang? – über die Salzburger Experimentalmusiker und Komponisten Herbert Grassl, Gerhard Laber, Andor Losonczy, Werner Raditschnig und Wolfgang Seierl
- 1998: Stadt nach dem Krieg. Sarajewo (mit Mario Jandrokovic, Tomy Schneider)
- 1998: This is the Blues. 4 Episoden aus Österreich
- 2001: Puschkinskaja 10, St. Petersburg. Die Kunst des Überlebens
- 2002: Irgendwo dazwischen. Ex-Jugoslawische Autoren im Exil (mit Mario Jandrokovic und Ulli Ramsauer)
- 2005: Der Mord von Santa Cruz – Regie von Günter Schwaiger
- 2005: Letzte Hoffnung Spanien (mit Karin Helml)
- 2006: Die Gesetze der Lagune (mit Heinrich Breidenbach und Claudio Ruggieri)
- 2006: Lebensunwert. Doku zur Euthanasie im Land Salzburg (mit Reinhold Tritscher)
- 2006: Letzte Hoffnung Spanien. Protokolle einer Odyssee
- 2008: Im Ghetto. Die Roma von Stolipinowo (mit Karin Helml)
- 2016: Unten. Down there (mit Djordje Cenic)